# Koza barwna uszlachetniona
Koza barwna uszlachetniona (polska barwna uszlachetniona) – rasa kozy domowej zaliczana do typu wszechstronnie użytkowego. Została wyhodowana w Polsce w połowie XX wieku z barwnych kóz lokalnych Opolszczyzny i Dolnego Śląska oraz barwnych kóz bezrasowych z innych terenów Polski, uszlachetnionych kozłami ras szlachetnych niemieckich oraz francuskich alpejskich. Charakteryzuje się dużą odpornością na niekorzystny wpływ środowiska.
Wygląd bardzo podobny do kóz rasy barwnej szlachetnej niemieckiej. Umaszczenie czerwono-brunatno-bure lub czerwonobrunatne, ale dopuszcza się również inne odcienie. Wzdłuż grzbietu przebiega ciemna pręga. Końce nóg oraz okolice oczu i pyska są czarne. Uszy stojące. Włos krótki, poza nieco dłuższymi włosami rosnącymi wzdłuż grzbietu. Większość kóz tej rasy nie ma rogów.
Wydajność mleka w okresie laktacji wynosi średnio od 610 do 760 kg (maksymalnie 1400 kg). Zawartość tłuszczu w mleku 3,4–4,1%, a białka 3,0–3,2%. Mleko kóz tej rasy zawiera więcej cholesterolu i mniej składników mineralnych (Ca, P, Mg) niż mleko kóz białych uszlachetnionych.
Kozy tej rasy osiągają plenność 170–190%. Masa ciała kóz wynosi 45–65 kg, a kozłów 60–100 kg. Wysokość w kłębie sięga 65 cm u samic i 80 cm u samców.